# Kostel Povýšení svatého Kříže (Dolní Bělá)
Kostel Povýšení svatého Kříže je římskokatolický farní kostel zasvěcený Povýšení svatého Kříže v Dolní Bělé v okrese Plzeň-sever. Empírová stavba z roku 1822 je chráněna jako kulturní památka.

## Historie
Kostel v Bělé založili nejspíše bratři Sezema a Racek z Bělé, kteří pocházeli z rozrodu Hroznatovců. První písemná zmínka o něm pochází z roku 1357, kdy oba bratři v kostele vykonávali patronátní právo a farářem byl Jakub Rudlův z Plzně. O sedm let později nechali zřídit druhé kaplanství, kvůli kterému faráři poskytli úrok ve výši šest a půl kopy grošů z Nevřeně a Úštěnovic. Starý kostel byl později nahrazen barokním a v letech 1820–1822 novostavbou v empírovém slohu.

## Stavební podoba
Neorientovaný jednolodní kostel má trojboce ukončený presbytář, ke kterému přiléhá sakristie. Hlavnímu průčelí dominuje hranolová věž. Fasády jsou hladké a zdobí je pouze profilovaná korunní římsa, pod kterou vedou průběžné pásky. Do budovy se vstupuje na západní straně obdélným portálem s pískovcovým ostěním. Interiér osvětlují trojice obdélných oken v segmentově ukončených špaletách.

## Zařízení
Novorománské vybavení pochází z roku 1904. Tvoří je hlavní oltář, dva boční oltáře a kazatelna. Na hlavním oltáři jsou umístěny barokní sochy čtyř evangelistů z osmnáctého století. Na jednom bočním oltáři je umístěno sousoší Korunování Panny Marie ze šestnáctého století.